# Satz von Clairaut (Erdmessung)
Der Satz von Clairaut beschreibt eine Beziehung zwischen Abplattung, Schwere und Rotation der Erde. Er ist nach dem französischen Mathematiker Alexis-Claude Clairaut benannt, der ihn 1743 in der Arbeit Théorie de la Figure de la Terre, tirée des principes de l'hydrostatique (dt. Theorie der Erdgestalt nach Gesetzen der Hydrostatik) formulierte und somit erstmals einen Zusammenhang zwischen Geometrie und Physik der Erde offenlegte.

## Aussage
Es seien
- {\displaystyle a} und {\displaystyle b} die Halbachsen eines (die Erdgestalt approximierenden) Rotationsellipsoids
- {\displaystyle \gamma _{a}} die Schwerebeschleunigung an einem Punkt des Äquators und {\displaystyle \gamma _{b}} diejenige an einem Pol
- {\displaystyle \omega } die Winkelgeschwindigkeit der Erdrotation
- {\displaystyle M_{0}} die Erdmasse und
- {\displaystyle G} die Gravitationskonstante.

Dann gilt
{\displaystyle {\frac {a-b}{a}}+{\frac {\gamma _{b}-\gamma _{a}}{\gamma _{a}}}\approx {\frac {5}{2}}\cdot {\frac {\omega ^{2}\cdot a^{2}\cdot b}{G\cdot M_{0}}}}

## Anwendung
Eine zweite Formulierung des Satzes lautet
{\displaystyle {\frac {a-b}{a}}+{\frac {\gamma _{b}-\gamma _{a}}{\gamma _{a}}}\approx {\frac {5}{2}}\cdot {\frac {\omega ^{2}\cdot a}{\gamma _{a}}}}
Damit lässt sich die Abplattung der Erde {\displaystyle {\tfrac {a-b}{a}}} aus Messwerten für {\displaystyle \gamma _{a}} und {\displaystyle \gamma _{b}} berechnen.